# Kevin Croom
Kevin Croom (Columbia, Misuri, Estados Unidos, 15 de julio de 1987) es un artista marcial mixto estadounidense que compite en la división de peso pluma.

## Carrera en artes marciales mixtas

### Inicios
Ha luchado para múltiples promociones de MMA a lo largo de su tiempo como un luchador pro-MMA incluyendo Legacy Fighting Alliance y Bellator MMA. De sus 21 victorias hasta el momento, ha llegado a un final en 16 de ellos con sólo cinco de los 21 que reciben el tratamiento completo de 15 minutos.
Se enfrentó a Brian Davidson en Bellator 26 el 26 de agosto de 2010. Ganó el combate por sumisión en el segundo asalto.
Se enfrentó a Justin Gaethje el 20 de agosto de 2011. Perdió el combate por KO en el primer asalto.
Se enfrentó a Bryan Goldsby en Titán FC 27 el 28 de febrero de 2014. Ganó el combate por decisión unánime.
Se enfrentó a Matt Bessette por el Campeonato de Peso Pluma de CES MMA el 27 de enero de 2017 en CES MMA 41. Perdió el combate por TKO en el primer asalto.
Se enfrentó a Darrick Minner el 7 de septiembre de 2018 en LFA 48. Ganó el combate por TKO en el segundo asalto.
Se enfrentó a John Teixeira el 22 de marzo de 2019 en Bellator 218. Perdió el combate por decisión unánime.
Se enfrentó a Charles Bennett el 24 de agosto de 2019 en FAC 1. Ganó el combate por sumisión en el primer asalto.
Se enfrentó a Adil Benijilany el 21 de febrero de 2020 en el Bellator 239. Ganó el combate por decisión dividida.
Se enfrentó a Anderson Hutchinson, que más tarde, en septiembre, fue arrestado por tener relaciones sexuales con una estudiante de boxeo de 17 años, por el Campeonato de Peso Pluma de FAC el 14 de agosto de 2020 en Fighting Alliance Championship 3. Ganó el combate y por decisión unánime y ganó el campeonato.

### Ultimate Fighting Championship
Se esperaba que se enfrentara a Alex Cáceres el 29 de agosto de 2020 en UFC Fight Night: Smith vs. Rakić. Al día siguiente, fue retirado tras dar también positivo por COVID y fue sustituido por Austin Springer.
Debutó en la UFC contra Roosevelt Roberts el 12 de septiembre de 2020 en UFC Fight Night: Waterson vs. Hill. Ganó el combate por sumisión en el primer asalto. Esta victoria le valió el premio a la Actuación de la Noche. Después del combate, dijo en Twitter que sólo tenía 64 dólares en su cuenta bancaria antes del combate.
El 4 de noviembre, la Comisión Atlética del Estado de Nevada (NSAC) anunció que el combate con Roosevelt Roberts se anularía y se convertiría en un Sin Resultado, después de que diera positivo por marihuana. Fue suspendido durante 4 meses y medio y tuvo que pagar una multa de $1800 dólares.
Se enfrentó a Alex Cáceres el 27 de febrero de 2021 en UFC Fight Night: Rozenstruik vs. Gane. Perdió el combate por decisión unánime.
Se esperaba que se enfrentara a Marcelo Rojo el 28 de agosto de 2021 en UFC on ESPN: Barboza vs. Chikadze. Sin embargo, fue retirado del combate a mediados de agosto por razones no reveladas.
Se enfrentó a Brian Kelleher el 15 de enero de 2022 en UFC on ESPN: Kattar vs. Chikadze. Perdió el combate por decisión unánime.
Se enfrentó a Heili Alateng el 16 de abril de 2022 en UFC on ESPN: Luque vs. Muhammad 2. Perdió el combate por TKO en el primer asalto.
En mayo de 2022 se informó que fue liberado de la UFC.

## Campeonatos y logros

### Artes marciales mixtas
- Ultimate Fighting Championship
  - Actuación de la Noche (una vez) vs. Roosevelt Roberts[16]
- Fighting Alliance Championship
  - Campeonato de Peso Pluma de FAC (una vez)[10]
- Shamrock Fighting Championships
  - Campeonato de Peso Gallo de SFC (una vez)

## Récord en artes marciales mixtas
| Récord profesional | Récord profesional | Récord profesional |
| 38 peleas          | 22 victorias       | 15 derrotas        |
| ------------------ | ------------------ | ------------------ |
| Nocaut             | 6                  | 5                  |
| Sumisión           | 10                 | 4                  |
| Decisión           | 6                  | 6                  |
| Sin resultado      | 1                  | 1                  |

| Resultado     | Récord    | Oponente            | Método                                             | Evento                                         | Fecha                    | Ronda | Tiempo | Localización           | Notas |
| ------------- | --------- | ------------------- | -------------------------------------------------- | ---------------------------------------------- | ------------------------ | ----- | ------ | ---------------------- | --- |
| Derrota       | 21-15 (1) | Heili Alateng       | TKO (puñetazos)                                    | UFC on ESPN: Luque vs. Muhammad 2              | 16 de abril de 2022      | 1     | 0:47   | Las Vegas, Nevada      | Regreso al peso gallo. |
| Derrota       | 21-14 (1) | Brian Kelleher      | Decisión (unánime)                                 | UFC on ESPN: Kattar vs. Chikadze               | 15 de enero de 2021      | 3     | 5:00   | Las Vegas, Nevada      | |
| Derrota       | 21-13 (1) | Alex Cáceres        | Decisión (unánime)                                 | UFC Fight Night: Rozenstruik vs. Gane          | 27 de febrero de 2021    | 3     | 5:00   | Las Vegas, Nevada      | |
| Sin resultado | 21-12 (1) | Roosevelt Roberts   | Sin resultado                                      | UFC Fight Night: Waterson vs. Hill             | 12 de septiembre de 2020 | 1     | 0:31   | Las Vegas, Nevada      | Combate de peso ligero. Actuación de la Noche. Originalmente una victoria por sumisión (estrangulamiento por guillotina) para Croom; anulada después de que diera positivo por marihuana. |
| Victoria      | 21-12     | Anderson Hutchinson | Decisión (unánime)                                 | Fighting Alliance Championship 3               | 14 de agosto de 2020     | 5     | 5:00   | Independence, Misuri   | Ganó el Campeonato de Peso Pluma de FAC. |
| Victoria      | 20-12     | Adil Benjilany      | Decisión (dividida)                                | Bellator 239                                   | 21 de febrero de 2020    | 3     | 5:00   | Thackerville, Oklahoma | |
| Victoria      | 19-12     | Charles Bennett     | Sumisión (estrangulamiento por detrás)             | Fighting Alliance Championship 1               | 24 de agosto de 2019     | 1     | 2:15   | Independence, Misuri   | |
| Derrota       | 18-12     | John Macapá         | Decisión (unánime)                                 | Bellator 218                                   | 22 de marzo de 2019      | 3     | 5:00   | Thackerville, Oklahoma | |
| Derrota       | 18-11     | Kamuela Kirk        | Sumisión (estrangulamiento por triángulo)          | LFA 53                                         | 9 de noviembre de 2018   | 1     | 3:54   | Phoenix, Arizona       | |
| Victoria      | 18-10     | Darrick Minner      | TKO (codazos)                                      | LFA 48                                         | 7 de septiembre de 2018  | 2     | 2:10   | Kearney, Nebraska      | |
| Derrota       | 17-10     | Nate Jennerman      | Sumisión técnica (estrangulamiento por guillotina) | LFA 41                                         | 1 de junio de 2018       | 1     | 0:48   | Prior Lake, Minnesota  | |
| Victoria      | 17-9      | CJay Hunter         | Sumisión (estrangulamiento por detrás)             | KC Fighting Alliance 27                        | 17 de febrero de 2018    | 3     | 1:16   | Independence, Misuri   | |
| Derrota       | 16-9      | Matt Bessette       | TKO (puñetazos y patadas)                          | CES 41: Bessette vs. Croom                     | 27 de enero de 2017      | 3     | 0:32   | Lincoln, Rhode Island  | Por el Campeonato de Peso Pluma de CES. |
| Derrota       | 16-8      | Tatsuya Ando        | Sumisión técnica (estrangulamiento por detrás)     | Shooto Pacific Rim Double Championship         | 12 de noviembre de 2016  | 2     | 3:13   | Tokio                  | |
| Victoria      | 16-7      | Lenny Wheeler       | TKO (puñetazos)                                    | Triumph FC 1                                   | 22 de abril de 2016      | 1     | 0:26   | Edmonton, Alberta      | |
| Derrota       | 15-7      | Rasul Mirzaev       | TKO (puñetazos)                                    | Fight Nights Global 41: Dagestan               | 25 de septiembre de 2015 | 2     | 3:16   | Kaspisk                | Regreso al peso pluma. |
| Victoria      | 15-6      | Jacob Akin          | KO (puñetazo)                                      | Shamrock FC: Shock                             | 17 de enero de 2015      | 1     | 2:23   | Kansas City, Misuri    | Ganó el vacante Campeonato de Peso Gallo de SFC. |
| Derrota       | 14-6      | Jesse Brock         | Decisión (dividida)                                | MFC 40                                         | 9 de mayo de 2014        | 3     | 5:00   | Edmonton, Alberta      | |
| Victoria      | 14-5      | Bryan Goldsby       | Decisión (unánime)                                 | Titán FC 27                                    | 28 de febrero de 2014    | 3     | 5:00   | Kansas City, Kansas    | Debut en el peso gallo; Croom no alcanzó el peso (137 libras). |
| Victoria      | 13-5      | Aslan Toktarbaev    | TKO (parada médica)                                | Alash Pride: Great Battle 2                    | 19 de diciembre de 2013  | 1     | 2:55   | Alma Ata               | |
| Victoria      | 12-5      | Deryck Ripley       | Sumisión (estrangulamiento por detrás)             | ACB 72: Makovsky vs. Sherbatov                 | 22 de noviembre de 2013  | 1     | 3:23   | Columbia, Misuri       | |
| Victoria      | 11-5      | Dustin Phillips     | Sumisión (estrangulamiento por detrás)             | Titán FC 26                                    | 30 de agosto de 2013     | 1     | 1:45   | Kansas City, Misuri    | |
| Victoria      | 10-5      | Javier Lujan        | TKO (retiro)                                       | World MMA Council: Mexican Standoff            | 25 de mayo de 2013       | 1     | 3:30   | Ciudad Juárez          | |
| Victoria      | 9-5       | Adam Rider          | Sumisión (estrangulamiento por detrás)             | Cage Time Production                           | 3 de mayo de 2013        | 1     | 1:16   | Columbia, Misuri       | |
| Victoria      | 8-5       | Joey Yager          | Sumisión (estrangulamiento por detrás)             | Tommy Tran Promotions                          | 6 de abril de 2013       | 1     | 3:03   | Springfield, Misuri    | |
| Victoria      | 7-5       | Brian Davidson      | TKO (puñetazos)                                    | RFA 6: Krause vs. Imada 2                      | 18 de enero de 2013      | 1     | 0:42   | Kansas City, Misuri    | Combate de peso acordado (140 libras). |
| Victoria      | 6-5       | Nate Murdock        | Decisión (unánime)                                 | Tommy Tran Promotions                          | 17 de noviembre de 2012  | 3     | 3:00   | Branson, Misuri        | |
| Derrota       | 5-5       | Yaotzin Meza        | Decisión (unánime)                                 | Rage in the Cage 163                           | 20 de octubre de 2012    | 3     | 5:00   | Chandler, Arizona      | |
| Derrota       | 5-4       | Ramiro Hernández    | Decisión (dividida)                                | Titán FC 21                                    | 2 de marzo de 2012       | 3     | 5:00   | Kansas City, Kansas    | Combate de peso pluma. |
| Victoria      | 5-3       | Rodrigo Sotelo      | Decisión (unánime)                                 | Sun City Battle 2                              | 1 de octubre de 2011     | 3     | 3:00   | El Paso, Texas         | |
| Derrota       | 4-3       | Justin Gaethje      | KO (puñetazo)                                      | ROF 41: Bragging Rights                        | 20 de agosto de 2011     | 1     | 1:01   | Broomfield, Colorado   | Combate de peso acordado (159 libras). |
| Victoria      | 4-2       | J.R. Sotelo         | Sumisión (estrangulamiento por triángulo)          | Sun City Battle 1                              | 9 de julio de 2011       | 1     | 0:26   | El Paso, Texas         | |
| Victoria      | 3-2       | Brian Davidson      | Sumisión (estrangulamiento por detrás)             | Bellator 26                                    | 26 de agosto de 2010     | 2     | 3:33   | Kansas City, Misuri    | Combate de peso pluma. |
| Victoria      | 2-2       | Kody Frank          | Sumisión (estrangulamiento por triángulo)          | Friday Night Fight Night                       | 6 de noviembre de 2009   | 2     | 4:05   | Sedalia, Misuri        | |
| Victoria      | 1-2       | Eddie Granado       | Sumisión (estrangulamiento por detrás)             | Midwest Fight League                           | 26 de junio de 2009      | 1     | 4:52   | Boonville, Misuri      | |
| Derrota       | 0-2       | Willie Mack         | KO (puñetazo)                                      | Warfare Xtreme Cagefighting: Caged Controversy | 2 de mayo de 2009        | 1     | 0:37   | Sedalia, Misuri        | |
| Derrota       | 0-1       | José Vega           | Sumisión                                           | Hulett Productions: First Blood                | 7 de febrero de 2009     | 2     | 2:22   | Sedalia, Misuri        | |